# Epinephelus bruneus
Epinephelus bruneus (лат.) — вид лучепёрых рыб из семейства каменных окуней (Serranidae). Распространены в западной части Тихого океана. Максимальная длина тела 136 см.

## Описание
Тело несколько удлинённое, покрыто ктеноидной чешуёй без дополнительных чешуек. Высота тела меньше длины головы, укладывается 3,0—3,6 раза в стандартную длину тела (для особей длиной от 12 до 51 см). Длина крупной головы в 2,3—2,5 раза меньше стандартной длины тела. Верхний профиль головы выпуклый. Межглазничное пространство выпуклое. Предкрышка с зазубринами и заострёнными углами, зазубрины на углах увеличенные. Верхний край жаберной крышки немного выпуклый. На жаберной крышке три малозаметных шипа. Подкрышка и межкрышечная кость гладкие. Верхняя челюсть заходит за вертикаль заднего края глаза. На верхней челюсти есть маленькие чешуйки. На средней части нижней челюсти располагаются 2 латеральных ряда зубов; зубы на верхней челюсти меньше по размеру, чем на нижней. Мелкие ноздри равны по размеру. На верхней части жаберной дуги 9—11 жаберных тычинок, а на нижней части 16—18. Длинный спинной плавник с 11 жёсткими колючими лучами и 13—15 мягкими лучами; третий или четвёртый жёсткие лучи наиболее длинные. Анальный плавник с 3 жёсткими и 8 мягкими лучами. Грудные плавники с 17—19 мягкими лучами, длиннее брюшных плавников. Хвостовой плавник закруглённый. Боковая линия с 64—72 чешуйками.

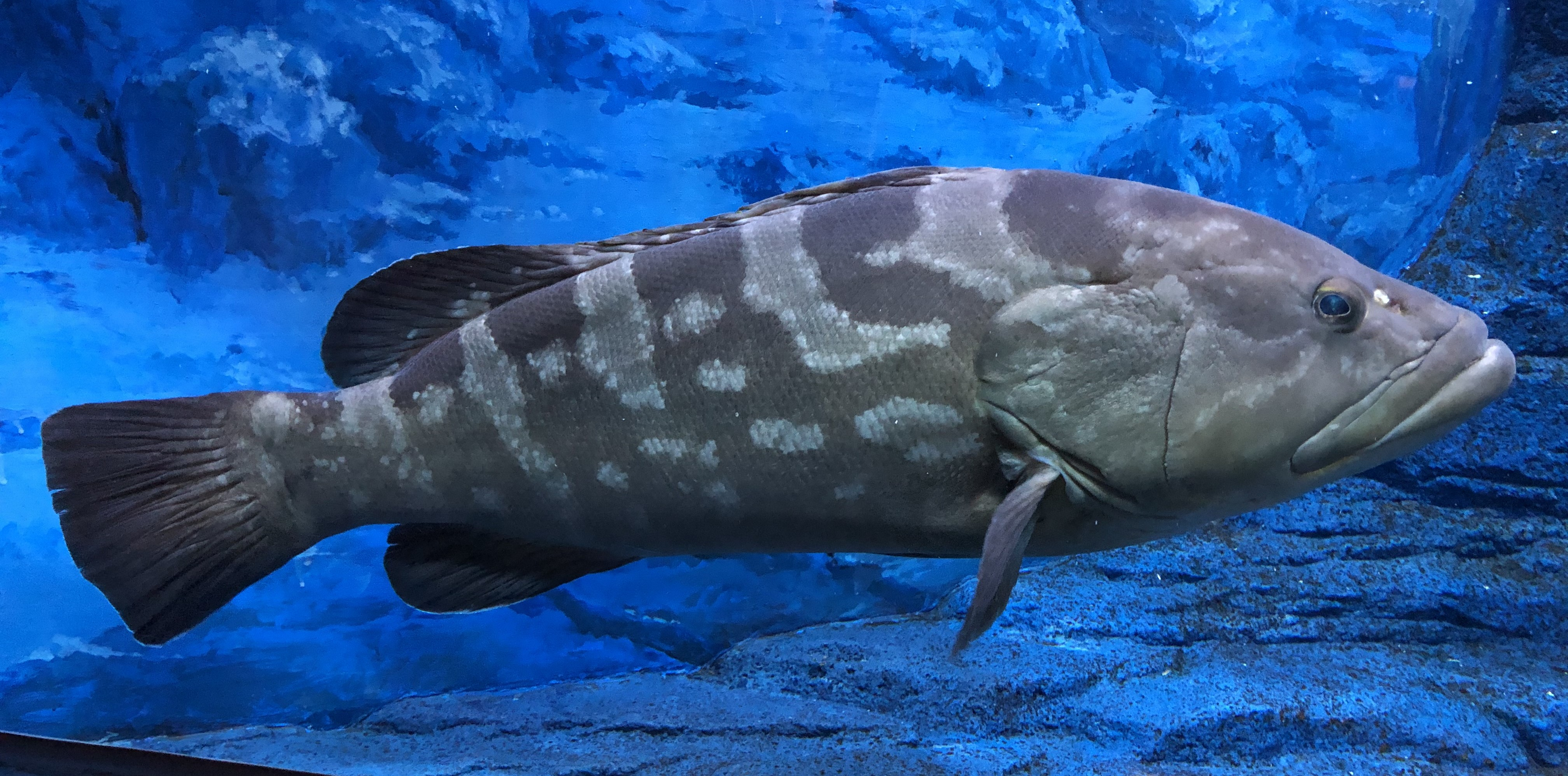

Взрослые особи (стандартная длина тела более 40 см) тёмно-серовато-коричневые. Вместо полос по верхней стороне тела разбросаны слабые пятна или пятна вообще отсутствуют. Тело покрыто мелкими бледно-серыми точками, образующими короткие горизонтальные линии и пестрый рисунок. Нижний край анального плавника и нижний угол хвостового плавника с белыми краями. Молодь желтовато-коричневого цвета, тело с шестью косыми тёмными полосами неправильной формы, на которых есть бледные пятна. Первая полоса проходит от затылка к глазу, последняя полоса расположена на хвостовом стебле. От нижней части глаза отходят три тёмно-коричневые полоски. У некоторых рыб задняя часть мембран между жёсткими лучами зеленовато-жёлтого цвета.
Максимальная длина тела 136 см, обычно до 60 см; масса — до 33 кг.

## Ареал и места обитания
Распространены в западной части Тихого океана от прибрежных вод Кореи и Японии (на север до 37°50’ с. ш.) до Китая (до Гонконга и Хайнаня) и Тайваня. Обитают у скалистых рифов и над илистыми грунтами на глубине от 20 до 200 м; молодь предпочитает более мелководные участки.

## Взаимодействие с человеком
Имеют промысловое значение у берегов Гонконга. Ловят ярусами и тралами.